# Castillo de Kyrenia
El castillo de Quirenia o de Kyrenia (en griego antiguo: Κάστρο της Κερύνειας, en turco: Girne Kalesi) es una fortaleza situada al noreste del puerto antiguo de la ciudad de Quirenia, en Chipre.

## Historia
Construido en forma tetragonal, el castillo de Quirenia se encuentra al noreste del puerto homónimo. Las primeras referencias de su existencia son del año 1191, cuando el rey Ricardo Corazón de León derrota a Isaac Comneno en su camino a las Cruzadas y conquista Chipre.
Diversas investigaciones nos llevan a los períodos helenístico y romano (111-11 a. C.). Sin embargo, no es posible determinar la fecha exacta de construcción. Su origen estaría en el siglo VII d. C., en manos de los bizantinos para la defensa de la ciudad ante los ataques árabes. Sin embargo, el castillo adquirió su actual fisonomía con los venecianos con adiciones durante el período de la casa de Lusignan.
El período de construcción tuvo tres etapas:
- Inicio del período bizantino (siglo VII-XII d. C.)
- Período de la Casa de Lusignan (1208-1211).
- Período veneciano (1489-1570).

Una gran porción del actual castillo fue construida por el rey Juan de Ibelín entre 1208 y 1211 y sus fortificaciones a inicio del período romano. Los reyes lusignanos lo emplearon como lugar de descanso durante períodos de paz y como refugio durante las guerras. 
El castillo fue dañado como resultado de los ataques venecianos de 1373. Estos lo capturan en 1491, y lo modifican, según sus planos defensivos, al inicio del siglo XVI.
Posteriormente fue tomado por el Imperio otomano en 1570 sin resistencia, manteniéndose bajo tales manos por tres siglos. Durante el período colonial británico, fue empleado como prisión y escuela de policía. 
Estuvo abierto al público entre 1963 y 1967 aunque gran parte se mantuvo como cuartel del componente naval de la Guardia Nacional chipriota. Actualmente se conserva como museo.

## Descripción del Castillo

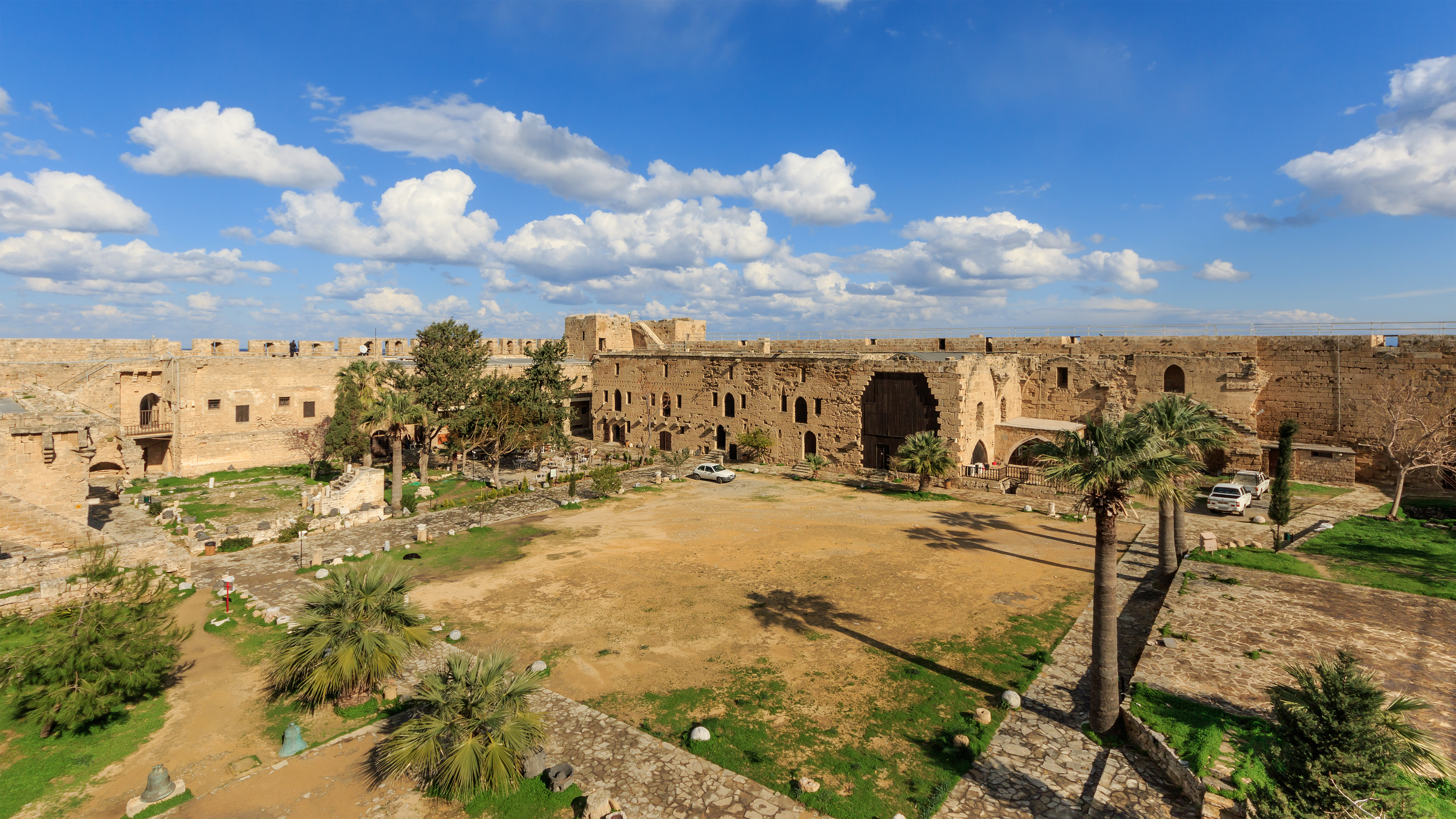
Patio central del castillo

La entrada del castillo es a través de un ingreso por su lado NO, frente a un puente sobre un foso. Este estaba lleno con agua antes del siglo XIV y servía como puerto interior. Desde ese ingreso, situado en el muro construido por los venecianos, se pasa a la entrada de la fortaleza construida por los lusignanos.
A través de un pasillo, hacia la izquierda, se ingresa a la iglesia de San Jorge, de forma de cruz y construida al inicio del período bizantino. Esta posee un domo apoyado en columnas de mármol con templete de estilo corintio. La iglesia, que originalmente estaba fuera de los muros, fue construida por los bizantinos y lusignanos pero quedó dentro luego de la construcción de la muralla hecha por los venecianos.
La muralla y torre occidental, la torre noroeste y la muralla sureste pertenecen al período veneciano. La tumba en el corredor de entrada del castillo lusignano pertenece al Almirante Turco Sadik Pasha quién tomó Quirenia en 1570. A través de este corredor se arriba a un patio descubierto. Las construcciones sobre el lado norte y este de patio (cuartos de la guardia real, prisión, etc) son del período lusignano. 
Los cuartos reales hacia el oeste del patio y las grandes ventanas arqueadas del pequeño templo latino también presentan características del período lusignano. Las fortificaciones del lado sur pertenecen al período bizantino.

## Museo del antiguo naufragio

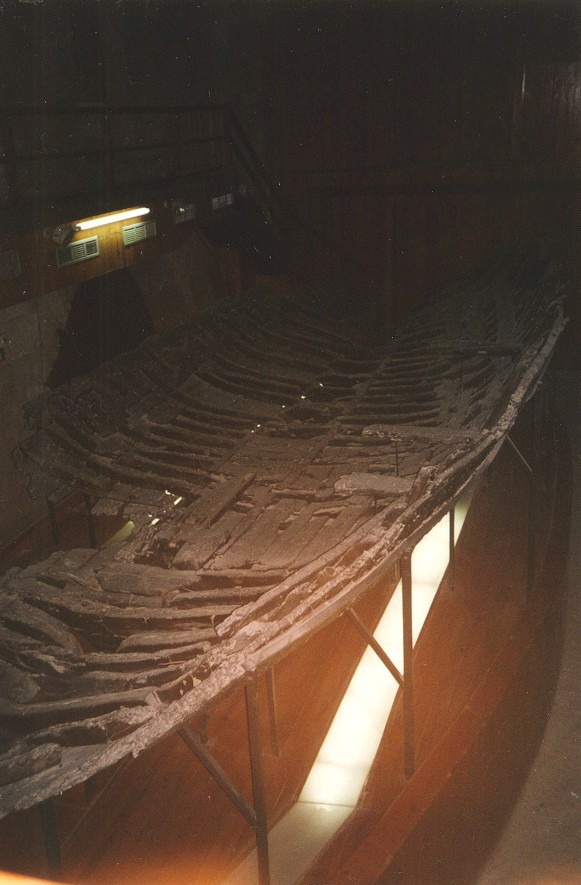
Restos del barco de Quirenia naufragado.

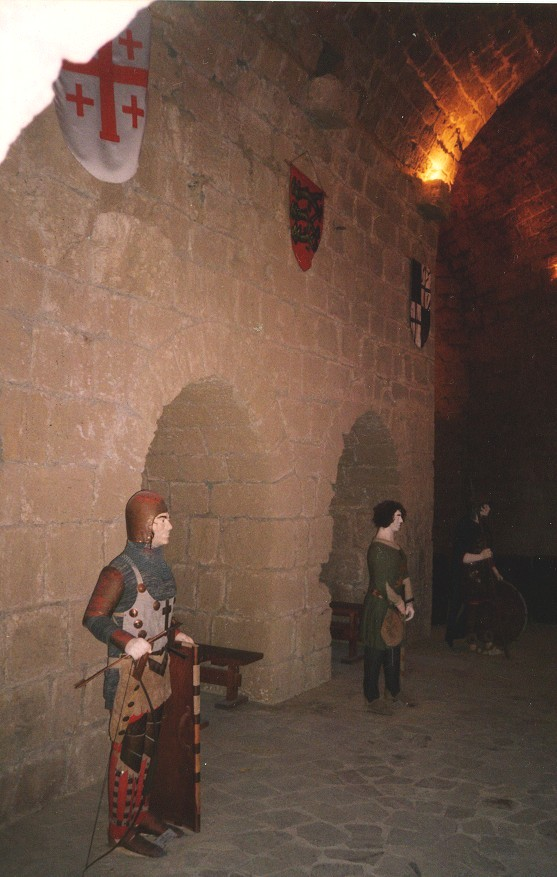
Castillo de Quirenia. Museo. Uniforme de los distintos ocupantes del castillo.

El museo contiene los restos más antiguos del mundo hallados de un buque mercante y de su carga. Estos fueron encontrados a menos de una milla al noreste de la ciudad de Quirenia. 
El hallazgo se hizo cuando Michael Katzev, de la Universidad de Pensilvania, dirigía un equipo de investigadores en la costa de Chipre durante el año 1967. Un buzo de esponjas llevó al equipo al lugar. Empleando un detector de metales, este grupo empleó un mes para encontrar el naufragio en un sector de 60x30 pies.
Su carga consistió, fundamentalmente, de 400 vasijas de vino, almendras y piedras de molino. 
Una expedición subacuática trabajó fructuosamente durante los veranos de 1968 y 1969. Compuesta por unos 50 arqueólogos, estudiantes y técnicos, utilizaron técnicas evolucionadas de exploración para fijar los puntos exactos de los hallazgos. Con ellas se determinó que el casco del barco estaba bien preservado en el fondo arenoso antes de llevar los restos a la superficie.
Los objetos expuestos en el museo son los originales de los transportados por el barco durante su último viaje. A través de ellos se puede saber cómo era la vida de esos comerciantes. Más de 400 vasijas de vino, mayormente de Rodas eran su principal carga. Eso también indica que el buque hizo una importante parada en la isla.
Por otro lado, la forma de diez vasijas demuestran otros puertos de origen como Samos. Otra parte de la carga son unas 9000 almendras perfectamente preservadas, encontradas en jarras o a granel dentro del casco. Las 29 piedras de molino eran carga pero también servían como balastro. Es probable que sus escrituras sean de la isla de Kos.
Según los datos obtenidos, se podría concluir que el barco navegaba a lo largo de la costa de Anatolia, atracando en Samos, Kos y Rodas antes de continuar hacia el este para hundirse en Chipre. 
El hecho que los marineros pescaran durante el viaje es claro debido a la presencia de redes de pesca. La comida podría haber sido preparada en la costa empleando grandes cacerolas y calderos de bronce. 
Cuatro grandes cucharas, cuatro jarros de aceite, cuatro platos de sal y cuatro copas que fueron recuperados del barco sugieren que la tripulación durante el último viaje eran cuatro personas. El casco de madera, construido mayormente con pino de Alepo, actualmente tiene 40 pies de los 47 de largo y 14 ½ de ancho. Su velocidad de navegación estimada era de 4 a 5 nudos.
Su forma de construcción fue inversa a la actual. Primero se hizo la parte exterior y luego el esqueleto, asegurado con pernos de cobre. Durante su vida, sufrió varias reparaciones. La última fue la aplicación de una capa de cuero exterior para mantener su impermeabilidad. Los análisis de carbono 14 indican que las almendras datan del año 288 AC (margen de error de 62) y las tablas del 389 AC (margen de error 44 años). Por ello, se supone que el barco tenía 80 años cuando se hundió. 
Las actividades de restauración se iniciaron en 1970, demorando cuatro años. Gran parte del ensamblaje se terminó luego de los hechos bélicos del año 1974, finalizando completamente en 1976.